# Litsea aestivalis
Litsea aestivalis là loài thực vật có hoa trong họ Nguyệt quế. Loài này được (L.) Fernald miêu tả khoa học đầu tiên năm 1945.